# Baszra kormányzóság

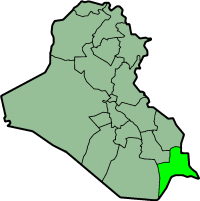
Baszra kormányzóság elhelyezkedése Irakban

El-Baszra kormányzóság (arab betűkkel محافظة البصرة, [Muḥāfaẓat al-Baṣra]) Irak 18 kormányzóságának egyike az ország délkeleti részén. Északon Dzi Kár és Mejszán, keleten Irán, délkeleten a Perzsa-öböl, délen Kuvait, nyugaton pedig Muszanna kormányzóság határolja. Székhelye Baszra városa.
1990 és 1991 között területe kiegészült Észak-Kuvaittal, mivel az országot akkor megszállva tartotta az iraki hadsereg, és területén előbb létrehozta a Kuvaiti Köztársaságot, majd megcsonkítva a Kuvaiti kormányzóságot. Az öbölháború után Kuvait területi szuverenitását visszaállították.

## Fordítás
Ez a szócikk részben vagy egészben  a(z)   محافظة البصرة című arab Wikipédia-szócikk fordításán alapul.  Az eredeti cikk szerkesztőit annak laptörténete sorolja fel. Ez a jelzés csupán a megfogalmazás eredetét és a szerzői jogokat jelzi, nem szolgál a cikkben szereplő információk forrásmegjelöléseként.